# Amata z Asyżu
Amata z Asyżu (ur. ok. 1200, zm. 1254) – włoska błogosławiona Kościoła rzymskokatolickiego.

## Życiorys
Była siostrą bł. Balbiny, a także krewną św. Klary z Asyżu. Wstąpiła do zakonu klarysek po zwiedzeniu klasztoru św. Damiana. Była obecna przy śmierci św. Klary w dniu 11 sierpnia 1253 roku.
Zmarła w opinii świętości. Jest wspominana przez Martyrologium franciszkańskie jako błogosławiona 20 lutego.